# Daxijiang Nongchang (bondby i Kina, Heilongjiang Sheng, lat 48,97, long 124,95)
Daxijiang Nongchang (kinesiska: 大西江农场) är en bondby i Kina. Den ligger i provinsen Heilongjiang, i den nordöstra delen av landet, omkring 380 kilometer norr om provinshuvudstaden Harbin. Antalet invånare är 10 995. Befolkningen består av 5 463 kvinnor och 5 532 män. Barn under 15 år utgör 12,0 %, vuxna 15-64 år 76 %, och äldre över 65 år 11,0 %.
Runt Daxijiang Nongchang är det ganska tätbefolkat, med 96 invånare per kvadratkilometer. Närmaste större samhälle är Heshan Nongchang, 19,3 km öster om Daxijiang Nongchang. Trakten runt Daxijiang Nongchang består till största delen av jordbruksmark.
Genomsnittlig årsnederbörd är 741 millimeter. Den regnigaste månaden är juli, med i genomsnitt 225 mm nederbörd, och den torraste är februari, med 9 mm nederbörd.